# Eleccions presidencials finlandeses de 2012
Al gener i febrer de 2012 es van celebrar eleccions presidencials a Finlàndia. La primera volta va tenir lloc el 22 de gener de 2012, amb vot anticipat entre l'11 i el 17 de gener. Atès que cap candidat va obtenir la majoria dels vots, es va celebrar una segona volta el 5 de febrer, amb vot anticipat entre el 25 i el 31 de gener. Sauli Niinistö va ser elegit president de Finlàndia per a un mandat comprès entre l'1 de març de 2012 i l'1 de març de 2018.
Els vuit partits polítics representats en el Parlament van proposar un candidat durant el segon semestre de 2011. La presidenta en funcions Tarja Halonen no podia ser reelegida per haver complert el màxim de dos mandats.
Les eleccions van posar fi a una era de presidents socialdemòcrates. Els socialdemòcrates havien ocupat el càrrec durant un període ininterromput de trenta anys. També va ser la primera vegada que un candidat de la Lliga Verda figurava en la segona volta.